# Żywienie mineralne roślin

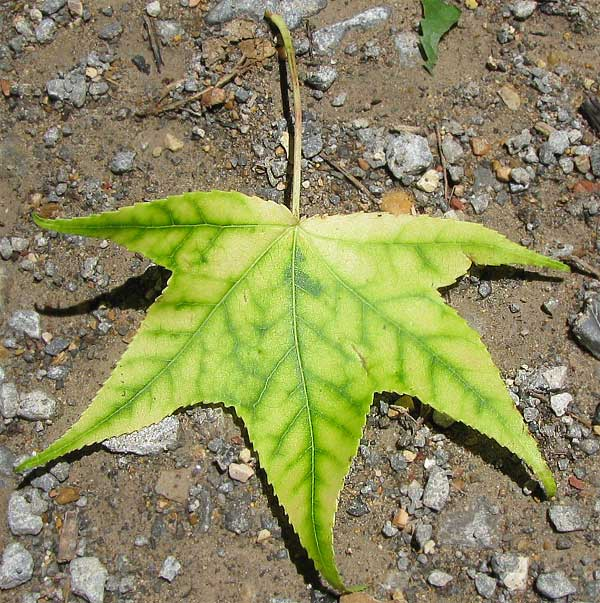
Objawem niedoboru niektórych pierwiastków jest chloroza.

Żywienie mineralne roślin, mineralne odżywianie roślin, gospodarka składnikami mineralnymi – proces pobierania przez roślinę związków nieorganicznych z roztworu glebowego, powietrza lub środowiska wodnego. W organizmach roślinnych stwierdzono występowanie około 50 różnych pierwiastków, jednak tylko 13 (azot, potas, wapń, magnez, fosfor, siarka, chlor, żelazo, miedź, bor, cynk, mangan, molibden) uznaje się za niezbędne dla ich życia. Kryterium uznania za niezbędny jest powstawanie zaburzeń w procesach życiowych w sytuacji, gdy badany pierwiastek zostanie usunięty ze środowiska organizmu. Oprócz 13 niezbędnych pierwiastków w organizmie rośliny mogą występować także takie, których obecność może pozytywnie wpływać na jego działanie. Jest to grupa pierwiastków korzystnych dla roślin.
Pierwiastki występujące w ilościach powyżej 0,1% suchej masy określane są jako makroelementy. Zalicza się do nich azot, potas, wapń, magnez, fosfor i siarka. Niezbędne pierwiastki występujące w ilościach poniżej 0,1% suchej masy nazywane są mikroelementami. Do tej grupy należą: chlor, żelazo, miedź, bor, cynk, mangan, molibden, nikiel. Do pierwiastków korzystnych zaliczane są: sód, krzem, kobalt, glin i wanad. Klasyfikowanie pierwiastków do poszczególnych grup nie jest jednoznaczne i mogą występować różnice w ujęciach poszczególnych autorów; do mikroelementów bywają zaliczane jod i kobalt, a do makroelementów – krzem. Poza pierwiastkami pobieranymi z gleby w postaci jonów w organizmach roślinnych występują w znacznych ilościach pierwiastki pobierane jako woda i dwutlenek węgla. Są to: węgiel, wodór, tlen.
Wiedza o zapotrzebowaniu i wykorzystaniu poszczególnych pierwiastków wykorzystywana jest w tradycyjnym rolnictwie oraz w uprawach hydroponicznych i aeroponicznych. Najczęściej opisywane są objawy drastycznych niedoborów, obserwowane u roślin rosnących w uprawach hydroponicznych w sytuacji, gdy jeden ze składników mineralnych wyczerpie się. W przypadku roślin rosnących w glebie występować mogą przewlekłe niedobory o objawach mało specyficznych. Zwykle jest to zahamowanie wzrostu i żółknięcie liści.
Większość roślin lądowych zwiększa możliwości pobierania soli mineralnych, wchodząc w mikoryzę. Szacuje się, że rośliny mikorytyczne to około 80% gatunków występujących na lądach. Dominującym typem mikoryzy jest mikoryza arbuskularna. Grzyby dostarczają do korzeni roślin zarówno makroelementy (głównie związki azotu i fosforu), jak i mikroelementy (np. cynk i miedź). Grzybnia może łączyć wiele roślin, tworząc sieć mikoryzową zapewniająca wspólną gospodarkę mineralną wielu roślinom.

## Makroelementy

### Azot

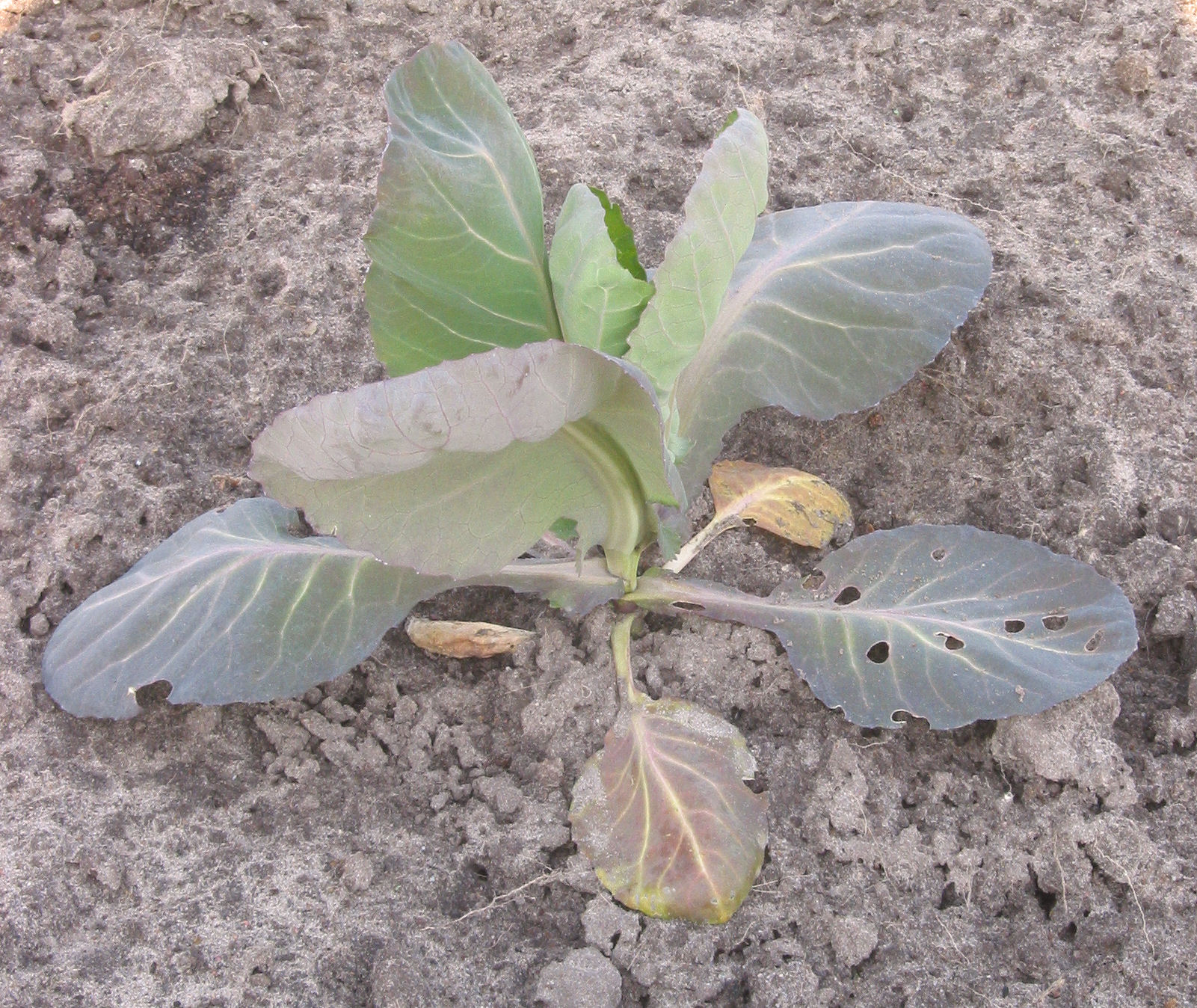
Kapusta z objawami niedoboru azotu

Azot jest pobierany z gleby jako jony NO−
3 lub NH+
4. Asymilacja azotu, czyli jego włączenie w związki organiczne, następuje głównie w chloroplastach nadziemnych organów rośliny. Jest czwartym co do ilości pierwiastkiem występującym w roślinach. Wchodzi w skład aminokwasów budujących białka oraz nukleotydów budujących kwasy nukleinowe.
Objawy niedoboru
Przy niedoborze azotu obserwuje się silne drewnienie tkanek, co jest związane z intensywną syntezą węglowodanów przy braku syntezy aminokwasów. Dochodzi także do wzrostu intensywności syntezy antocyjanów, co prowadzi do pojawienie się czerwonego lub fioletowego zabarwienia liści. Podstawowym objawem niedoboru jest jednak zahamowanie wzrostu i chloroza, czyli żółknięcie liści. Są to skutki zatrzymania syntezy białek.

### Siarka
Siarka pobierana jest z gleby głównie jako jon SO2−
4. Pewne ilości wchłaniane są z powietrza w postaci SO
2. Asymilacja siarki zachodzi głównie w chloroplastach. W jej wyniku powstają organiczne związki siarki: aminokwasy (cysteina, cystyna, metionina), sulfolipidy, związki smakowe i zapachowe chrzanu, cebuli i czosnku. Ważnymi dla komórki roślinnej związkami zawierającymi siarkę są szczególnie glutation i fitochelatyny odpowiedzialne za wiązanie metali ciężkich.
Objawy niedoboru
Typowym objawem deficytu siarki jest chloroza – obejmująca początkowo młode liście, a w dalszej kolejności liście starsze. Kolejność pojawiania się objawów na liściach związana jest ze słabą reutylizacją, rośliny nie potrafią sprawnie przenosić związków siarki z organów starzejących się. Poza chlorozą liście mogą tracić turgor, a żyłki przybierać czerwony kolor.

### Potas

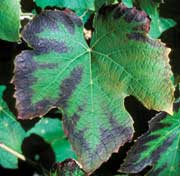
Liść winorośli z nekrozą spowodowaną niedoborem potasu

Pomimo wysokiego poziomu jonów Na+
 w środowisku, w komórkach roślinnych jony K+
 występują w stężeniach 5 do 20 razy większych niż Na+
. Formą pobieraną z roztworu glebowego i występującą w komórkach jest wolny jon K+
. Jon ten odgrywa kluczową rolę w utrzymaniu turgoru w komórce, jest ważnym składnikiem osmotycznym. Jest też kofaktorem ponad 50 enzymów.
Objawy niedoboru
Potas łatwo ulega reutylizacji. Deficyt jest przyczyną przedwczesnego żółknięcia i obumierania starszych liści. Zmiany rozpoczynają się od wierzchołka i brzegów liścia. Pobrany z nich jon K+
 przenoszony jest do młodych liści w pobliżu wierzchołka wzrostu, na których nie obserwuje się zmian. Łodyga traci turgor, następuje zahamowanie wzrostu organów spichrzowych i generatywnych.

### Fosfor

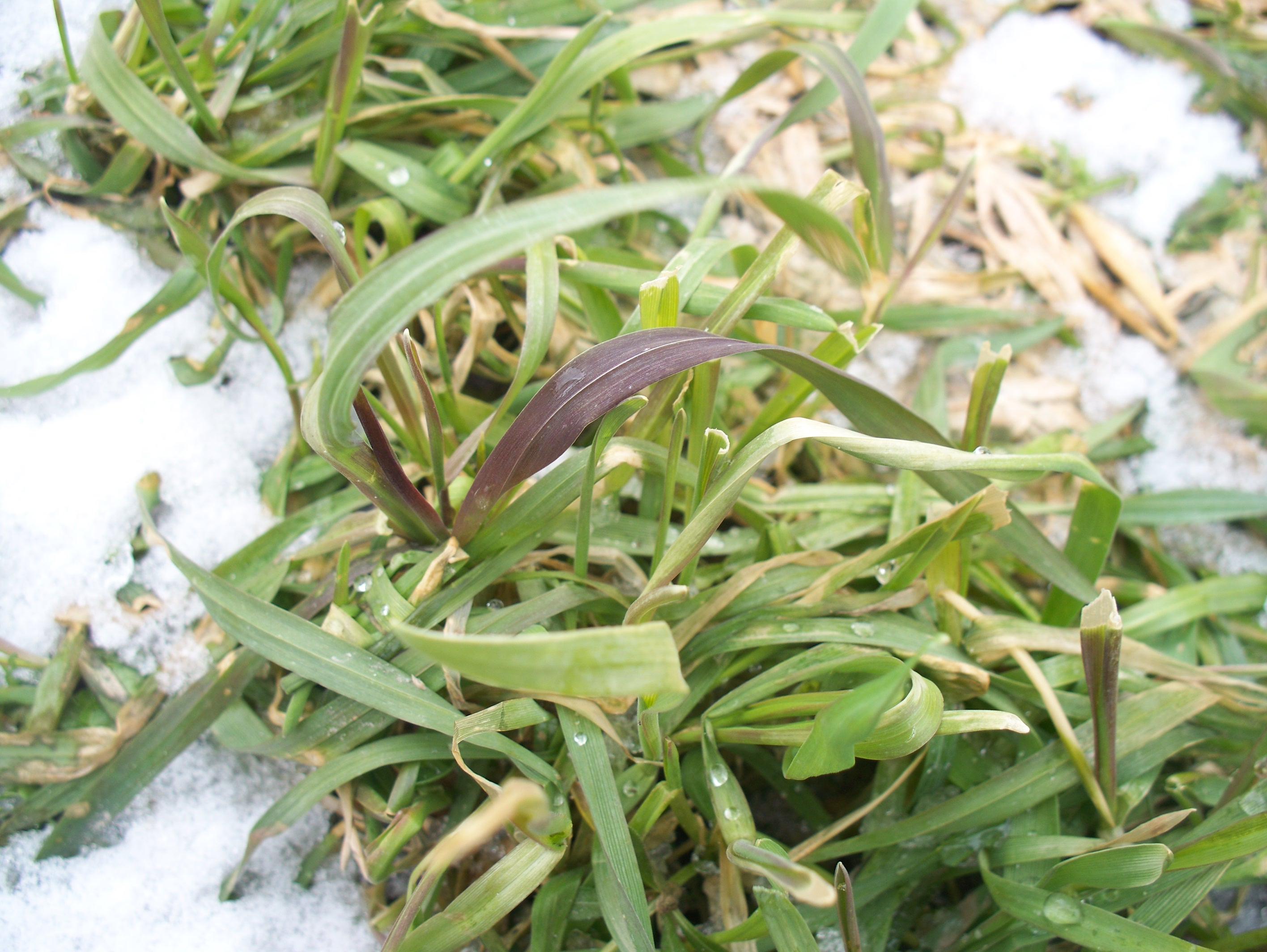
Objawy deficytu fosforu na liściach żyta

Fosfor jest pobierany z gleby w postaci jonów H
2PO−
4 lub HPO2−
4. Duża część pobranych związków fosforu pozostaje w komórkach w postaci nieorganicznej jako jony fosforanowe gromadzone głównie w wakuoli oraz pirofosforan będący związkiem wykorzystywanym do przenoszenia energii i uczestniczącym w glikolizie. Pozostała część fosforu podlega włączeniu w związki organiczne. Fosfor jest składnikiem kwasów nukleinowych, koenzymów, fosfolipidów i innych.
Objawy niedoboru
Ze względu na kluczową rolę związków fosforu w energetyce komórki, jego niedobór skutkuje zahamowaniem wzrostu. Efekt tej jest wyraźnie widoczny w nadziemnej części rośliny. Liście przybierają barwę ciemnoczerwoną, a ich spodnia strona nawet fioletowopurpurową. Korzenie w pierwszym etapie reakcji na niedobór rozrastają się i rozgałęziają, wytwarzana jest duża ilość włośników. Intensywny rozwój włośników u łubinu prowadzi do powstania korzenia przypominającego szczotkę do mycia butelek. Ten typ korzenia nazywany jest proteoidem. Z korzenia wydzielane są także podwyższone ilości kwasów organicznych w celu obniżenia pH gleby i wykorzystania nierozpuszczalnych form fosforu.

### Wapń
Pobrane z podłoża jony Ca2+

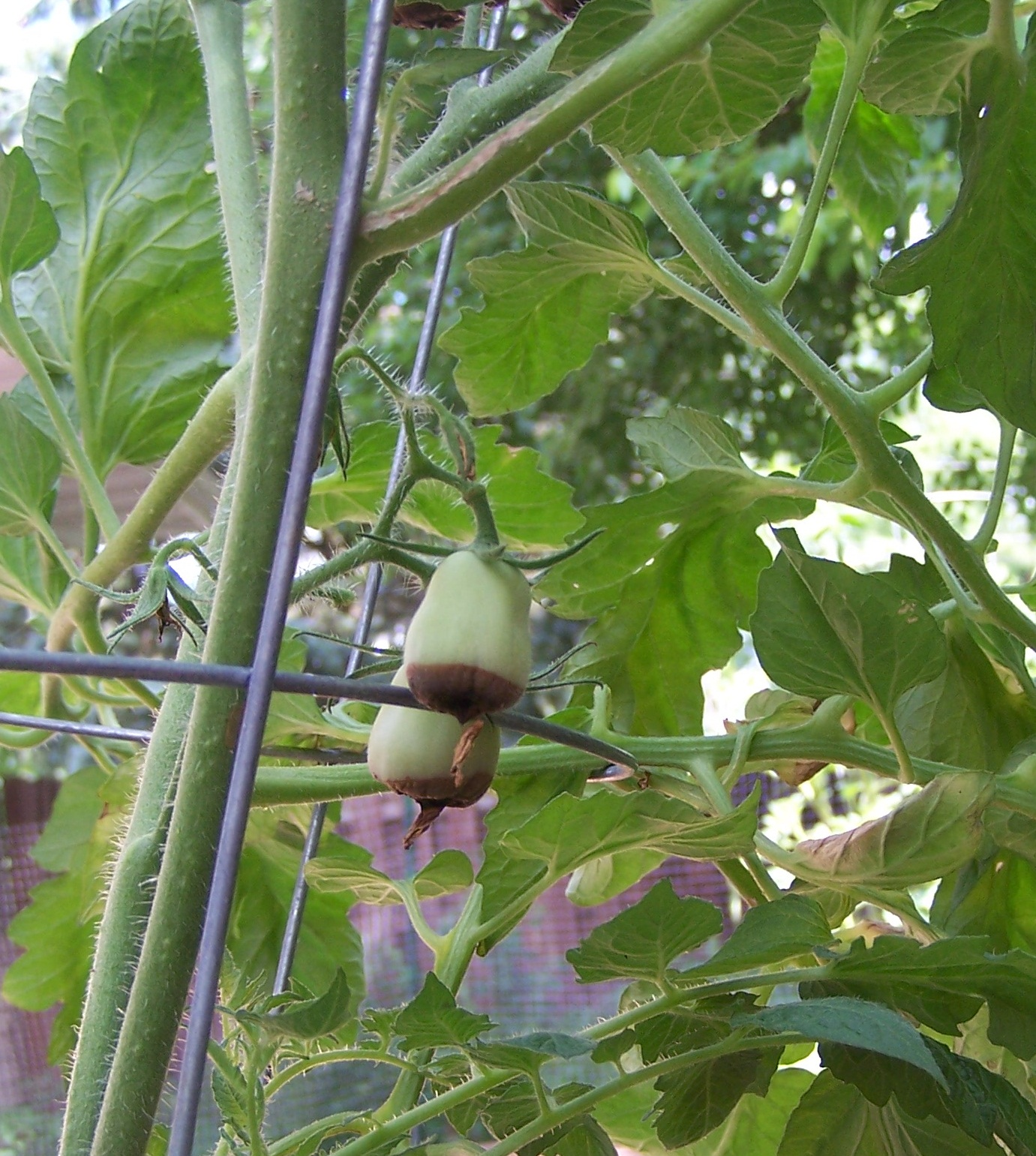
Deficyt wapnia jest przyczyną suchej wierzchołkowej zgnilizny owoców pomidora

 w komórkach roślin gromadzone są w wakuolach jako nierozpuszczalne sole oraz w ścianach komórkowych w postaci protopektynianu. W cytozolu stężenie wapnia jest wyjątkowo niskie. Jony wapnia są kofaktorem niektórych enzymów oraz ważnym elementem systemu przesyłania sygnałów. Zapewniają też stabilizację błon.
Objawy niedoboru
Przy niedoborze wapnia wewnątrz komórki dochodzi do uszkodzenia a w dalszej kolejności zaniku błon. Uszkodzenia błon i związane z tym zmiany w ich przepuszczalności prowadzą do pojawienia się objawów związanych z toksycznym działaniem innych jonów. Jony wapnia są w niewielkim stopniu przemieszczane pomiędzy organami roślin, co skutkuje słabą reutylizacją pierwiastka. Zewnętrznymi objawami niedoboru jest gwałtowne zahamowanie wzrostu rośliny oraz pojawienie się suchej zgnilizny na wierzchołkach owoców pomidorów, papryki i gorzkiej plamistości podskórnej jabłek. Dochodzi także do deformacji liści i zasychania ich wierzchołków. Korzenie rośliny pokrywają się śluzem.

### Magnez

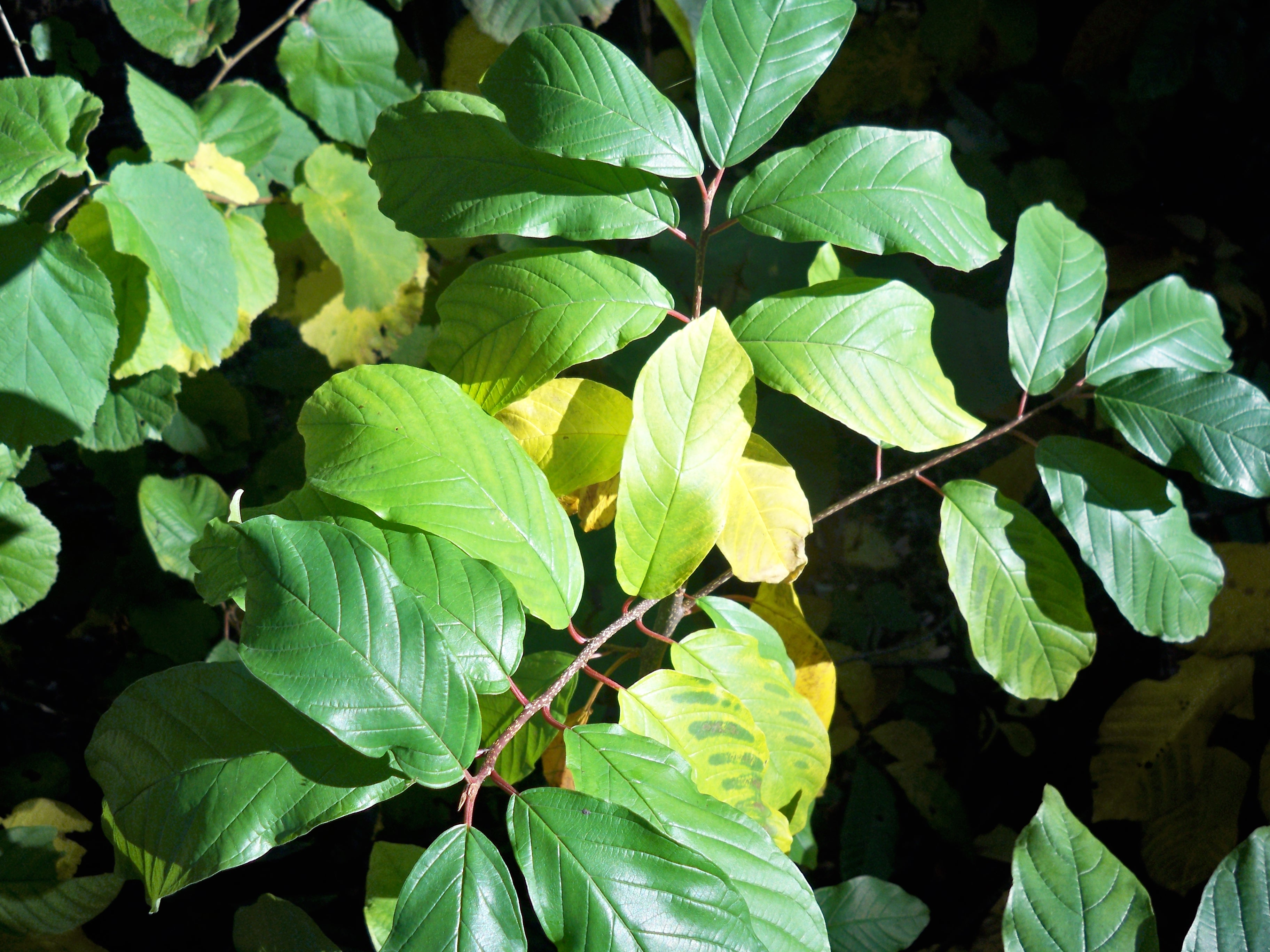
Chloroza związana z niedoborem magnezu obejmuje głównie dolne liście

Magnez wchodzi w skład chlorofili i właśnie w tej postaci jest go najwięcej w komórkach zielonych organów roślin. Jest także podobnie jak wapń składnikiem protopektyn. Jony magnezu są niezbędne w aktywacji wielu enzymów uczestniczących w fotosyntezie, oddychaniu komórkowym oraz syntezie kwasów nukleinowych. W przypadku niedoboru jonów Ca2+
 już stosunkowo niewielkie ilości magnezu są toksyczne dla roślin.
Objawy niedoboru
Ze względu na udział magnezu w budowie chlorofili, podstawowym objawem jego niedoboru jest chloroza związana z ograniczoną syntezą tych barwników. Chloroza obejmuje głównie dolne liście, co jest związane z łatwą reutylizacją pierwiastka. Odbarwieniu ulegają przestrzenie liścia między żyłkami a przy skrajnym niedoborze dochodzi do powstania nekroz na brzegach liści. Zahamowaniu ulega wzrost całej rośliny, szczególnie korzeni.

## Mikroelementy

### Żelazo

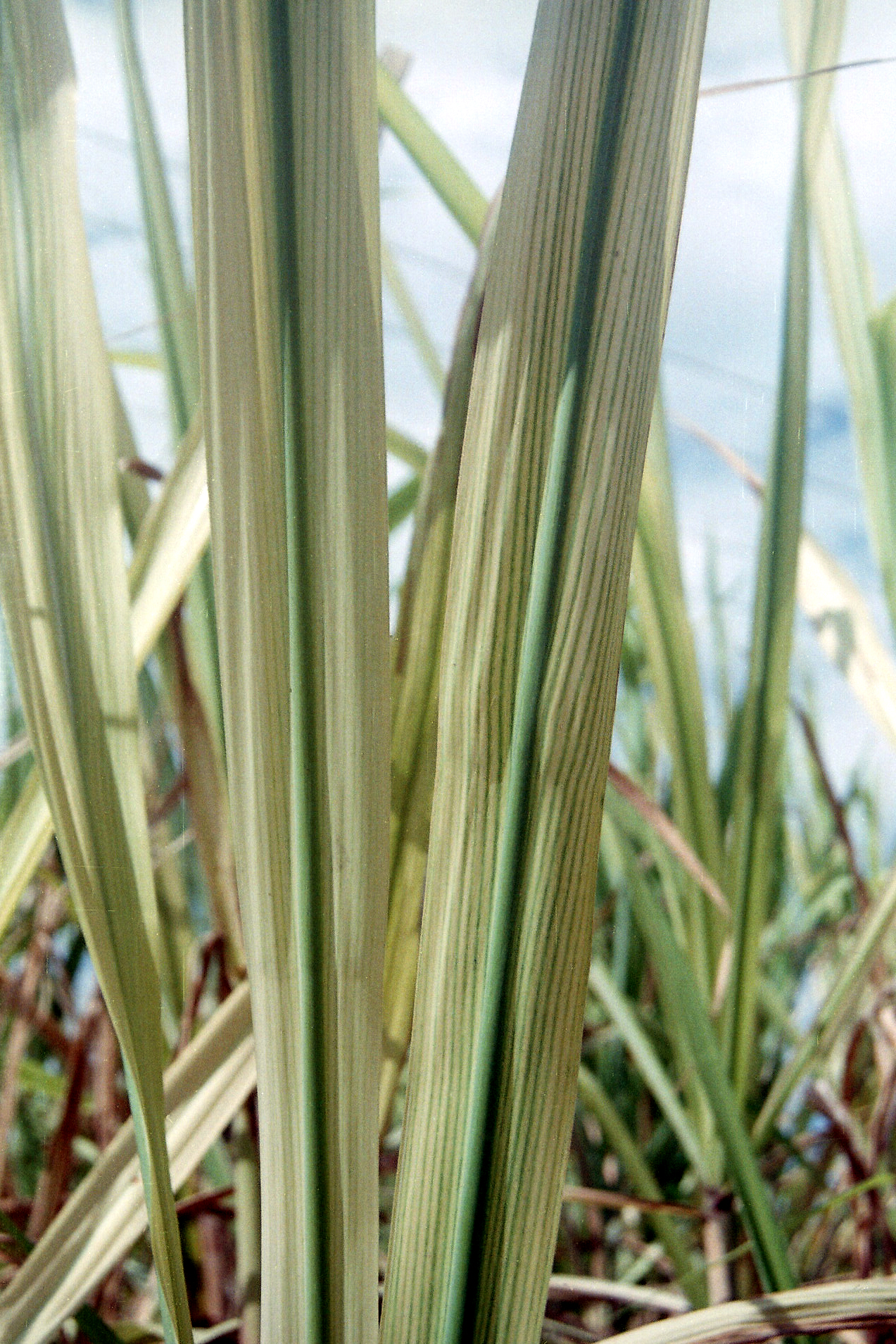
Trzcina cukrowa z objawami niedoboru żelaza

Żelazo jest składnikiem wielu białek uczestniczących w przenoszeniu elektronów. W enzymach występuje układach hemowych lub w centrach żelazowo-siarkowych. W plastydach zgromadzona jest pewna ilość żelaza jako bezpostaciowa lub krystaliczna fitoferrytyna. W liściach około 80% żelaza zgromadzona jest w chloroplastach. Jest to pierwiastek szczególnie ważny dla wydajności fotosyntezy.
Objawy niedoboru
Podstawowym objawem niedoboru żelaza jest chloroza, będąca skutkiem zahamowania syntezy białek chloroplastowych oraz zaburzeniami w budowie błon tylakoidów. Żółknięcie obejmuje młode liście co jest skutkiem słabej reutylizacji tego pierwiastka. Wzrost pędu jest nieznacznie zahamowany. Długotrwały deficyt prowadzi do obniżenia intensywności fotosyntezy i zatrzymania wzrostu całej rośliny. W korzeniach pojawiają się zaburzenia anatomiczne w postaci deformacji związanych ze zmianą kształtu komórek miękiszowych. Następuje pofałdowanie ścian tych komórek. Zmiany anatomiczne i fizjologiczne w korzeniach prowadzą do zwiększonego wydzielania do gleby jonów wodorowych, fenoli i niebiałkowych aminokwasów. Niskie pH i wydzielane związki chelatujące ułatwiają pobieranie pierwiastka z podłoża.

### Miedź
Miedź jest potrzebna roślinom w znikomych ilościach. Podobnie jak żelazo znajduje się w białkach uczestniczących w przenoszeniu elektronów np.: plastocyjaninie, oksydazie fenolowej i oksydazie askorbinianowej. Enzymy zawierające miedź uczestniczą w metabolizmie cukrów i związków azotu. Bez nich nie jest możliwa lignifikacja ściany komórkowej.
Objawy niedoboru
Niedobór miedzi skutkuje zaburzeniami w syntezie skrobi, cukry proste gromadzą się w dużych ilościach w liściach. Gdy jest ich wyjątkowo dużo z liści może być wydzielana tak zwana rosa miodowa, czyli roztwór cukrów. Niedobór miedzi skutkuje też zaburzeniami w rozmnażaniu roślin. Zboża wykształcają boczne pędy płone. Jeśli dochodzi do kwitnienia powstaje mniej pyłku, a jego żywotność jest obniżona. Ziarniaki nie zawierają odpowiedniej ilości materiałów zapasowych co skutkuje tak zwanym pustokłosiem. U roślin dwuliściennych obserwuje się obniżenie turgoru, a u rodziny Fabaceae nie dochodzi do wykształcenia brodawek korzeniowych.

### Mangan

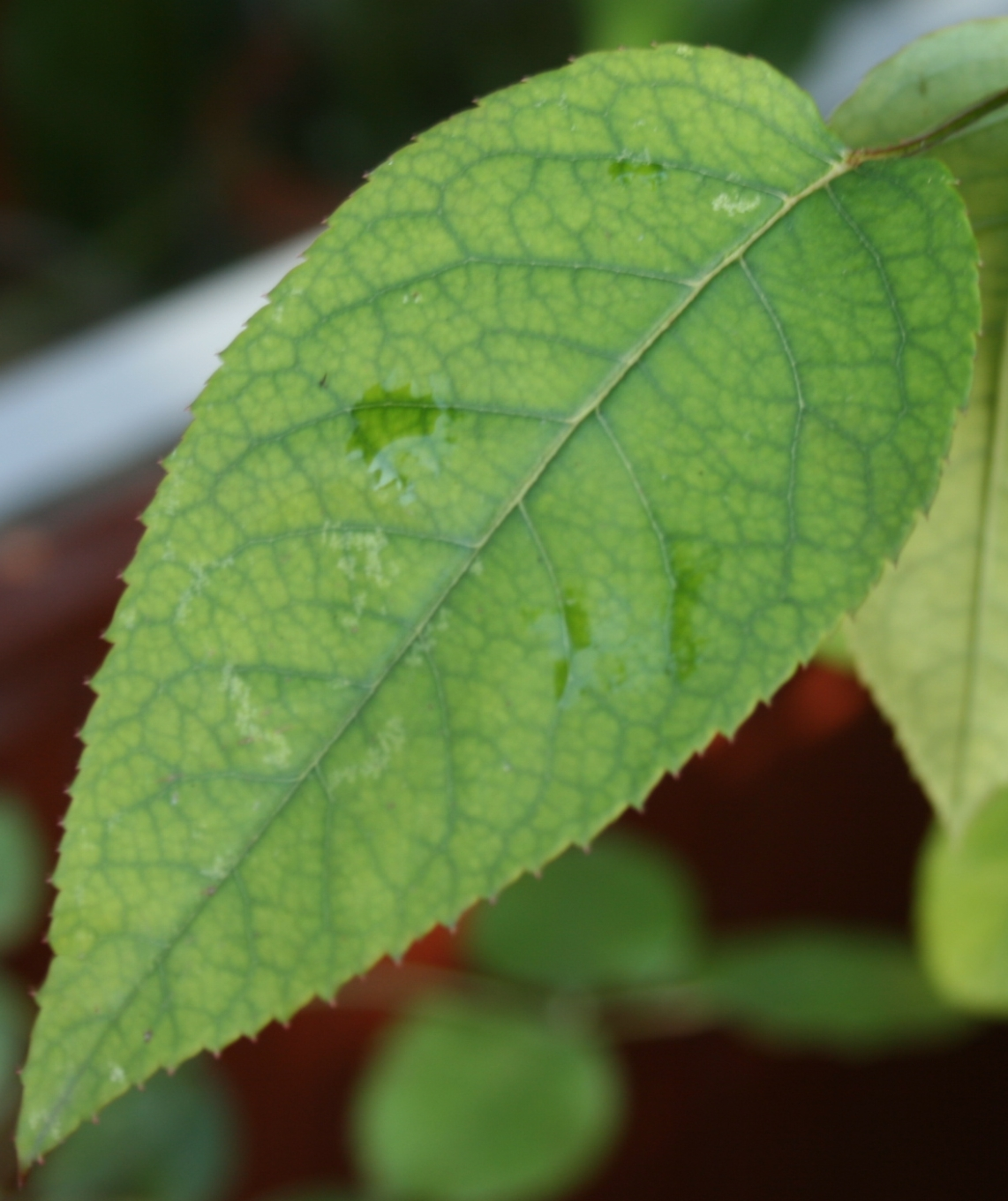
Objawy niedoboru manganu na liściu róży

Mangan jest niezbędny do działania wielu enzymów. Jednym z ważniejszych jest fotoukład II, w którym mangan jest składnikiem kompleksu rozkładającego wodę. W niektórych enzymach może zastąpić jony magnezu.
Objawy niedoboru
Niedobór manganu prowadzi zatrzymania syntezy węglowodanów. Obserwuje się spadek zawartości cukrów w roślinie. Przy przedłużającym się niedoborze zaburzona zostaje także synteza kwasów tłuszczowych i białek. Niedobór związków budulcowych prowadzi do zahamowania wzrostu wydłużeniowego i niewytwarzania korzeni bocznych. Chloroza obejmuje przestrzenie międzyżyłkowe u zbóż pojawiają się smugowate plamy. Dochodzić może także do nekrozy w tych samych przestrzeniach i opadania liści.

### Cynk
Jony Zn2+

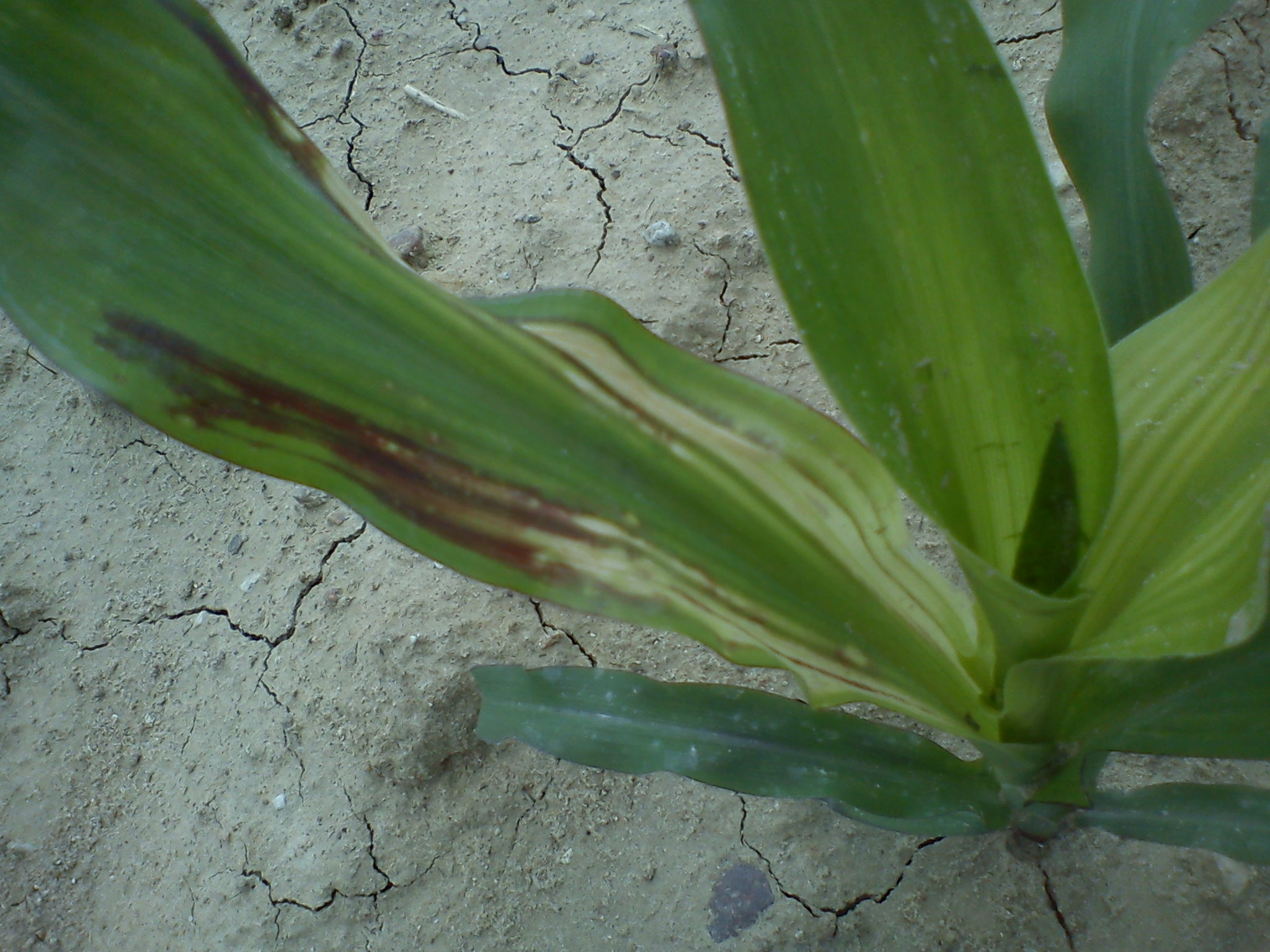
Ostry niedobór cynku w kukurydzy

 są aktywatorami kilku enzymów. Należą do nich: dehydrogenaza glutaminianowa i dehydrogenaza alkoholowa.
Objawy niedoboru
Deficyt cynku prowadzi do zaburzeń w metabolizmie cukrów i kwasów nukleinowych. Zewnętrznym objawem jest zahamowanie wzrostu, skrócenie międzywęźli u drzew i zmniejszeniem powierzchni blaszek liściowych. Na starszych liściach pojawiają się jasnozielone przebarwienia.

### Bor
Chociaż negatywne skutki niedoboru boru obserwowano u roślin od dawna, wciąż jego rola nie jest w pełni wyjaśniona. Dotychczas wykazano, że odgrywa rolę w tworzeniu labilnych połączeń estrowych z cukrowcami. Diestry boranowe wchodzą w skład ściany komórkowej.
Objawy niedoboru
Deficyt boru prowadzi do zamierania wierzchołków pędu i młodych liści. W kolejnych etapach zatrzymany zostaje także wzrost pozostałych organów. Brak wzrostu związany jest z zarówno z zahamowaniem podziałów merystemów jak i brakiem zrostu elongacyjnego. Objawami fizjologicznymi są zaburzenia metabolizmu cukrowców oraz kwasów nukleinowych oraz obniżenie poziomu auksyn i cytokinin.

### Chlor
Jony Cl−
 są niezbędne w procesie fotosyntezy. Ich obecność umożliwia rozkład wody i wydzielanie tlenu. Jony Cl−
 są także niezbędne do działania H+
-ATPazy oraz odgrywają ważną rolę w osmoregulacji komórek.
Objawy niedoboru
W warunkach naturalnych nie stwierdza się objawów niedoboru chloru. Jego stężenie w roztworze glebowym jest wielokrotnie większe niż w komórce roślinnej.

### Molibden
Molibden jest składnikiem reduktazy azotowej i nitrogenazy, dwóch enzymów kluczowych dla metabolizmu azotu. Zapotrzebowanie na ten pierwiastek jest większe u roślin motylkowych, które dzięki symbiozie z bakteriami korzystają z wolnego azotu.
Objawy niedoboru
Niedobór molibdenu prowadzi do zmniejszenia ilości wytwarzanego pyłku, a żywotność wytworzonego jest mniejsza. W przypadku niektórych gatunków roślin obserwuje się zwiększony rozrost żyłki głównej przy jednoczesnym ograniczeniu rozwoju blaszki liściowej. Choroba taka została nazwana biczykowatością liści kalafiora. Na młodych liściach widoczna jest chloroza a u roślin motylkowych następuje zahamowanie rozwoju brodawek korzeniowych.

### Nikiel
Nikiel został zaliczony do mikroelementów jako ostatni. Jest składnikiem ureazy oraz innych enzymów zaangażowanych w metabolizm azotu.
Objawy niedoboru
Deficyt niklu skutkuje akumulacją mocznika w liściach i w konsekwencji nekrozą.